# Viale Maria Boorman Ceccarini
Viale Maria Boorman Ceccarini, noto semplicemente come Viale Maria Ceccarini o Viale Ceccarini, è una strada urbana alberata del comune di Riccione, in provincia di Rimini.
Il viale storico costituisce il cuore della vita mondana e turistica della cittadina romagnola.

## Storia
(Dino Sarti, 1974)

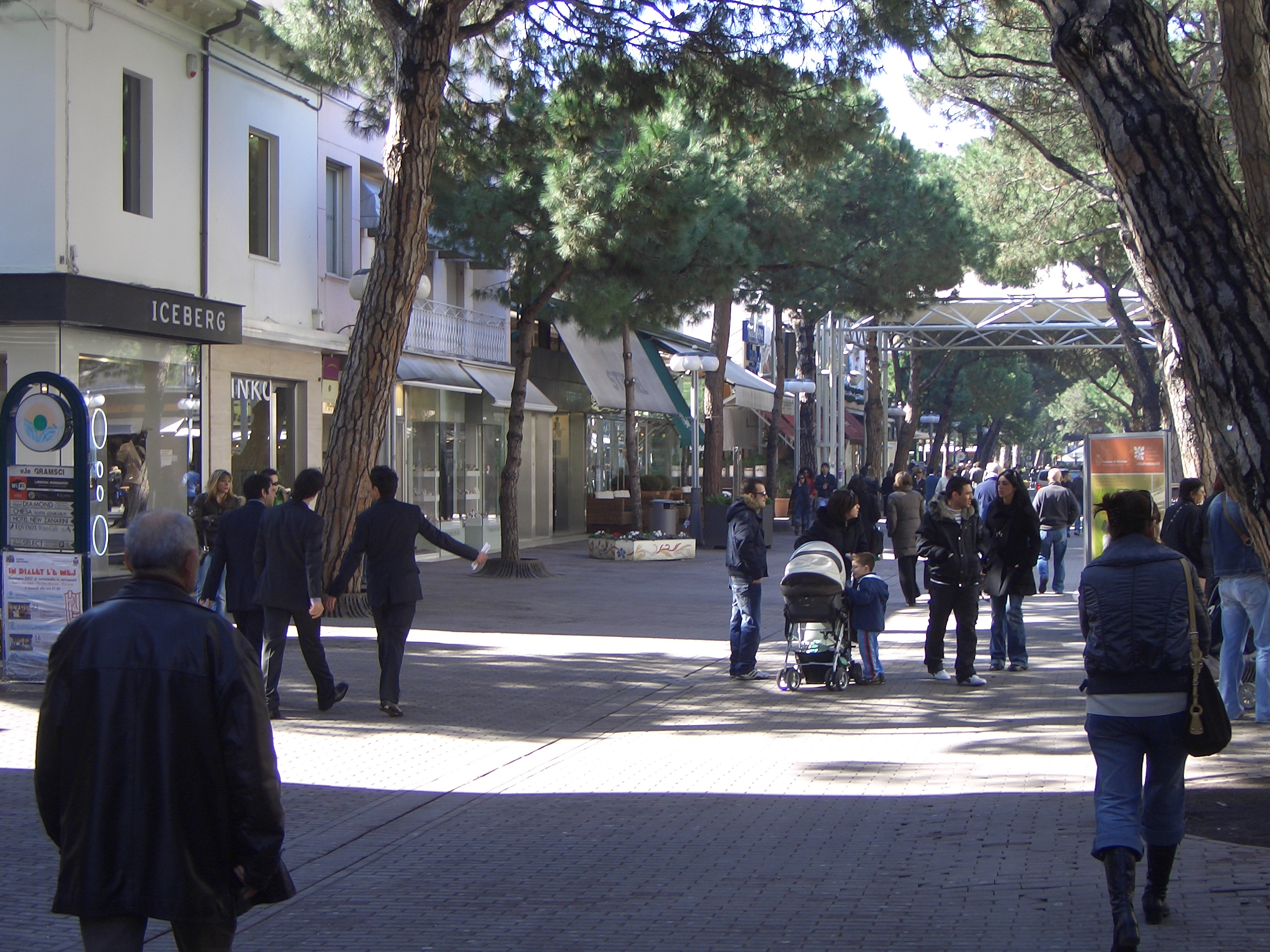
Viale Ceccarini

Alla fine del XIX secolo, con l'espansione urbanistica di Riccione verso sud, vennero realizzati diversi villini lungo quello che all'epoca era conosciuto con il nome dialettale di Viola (sentiero angusto stretto e polveroso). In seguito, vennero inaugurati anche negozi, ristoranti ed alberghi, primo fra tutti l'Hotel Amati, aperto nel 1901. 
Nel 1912 il viale venne intitolato alla memoria della benefattrice italo-americana Maria Boorman Wheeler (1840-1903), moglie del medico Giovanni Ceccarini.
Nel 1926 venne inaugurato il Teatro Dante, posto all'incrocio con l'omonimo viale, che divenne un kursaal e uno dei maggiori luoghi-simbolo del divertimento riccionese, fino alla sua demolizione del 1950.
Il 27 giugno 1927 venne completata la tranvia Rimini-Riccione, che aveva capolinea in viale Ceccarini. Negli anni successivi vennero aperte molte attività commerciali e turistiche, oltre a locali per il divertimento. 
Nel 1939, nel tratto di strada a monte della ferrovia, venne inaugurato il Teatro degli Ottomila, dedicato agli spettacoli lirici. 

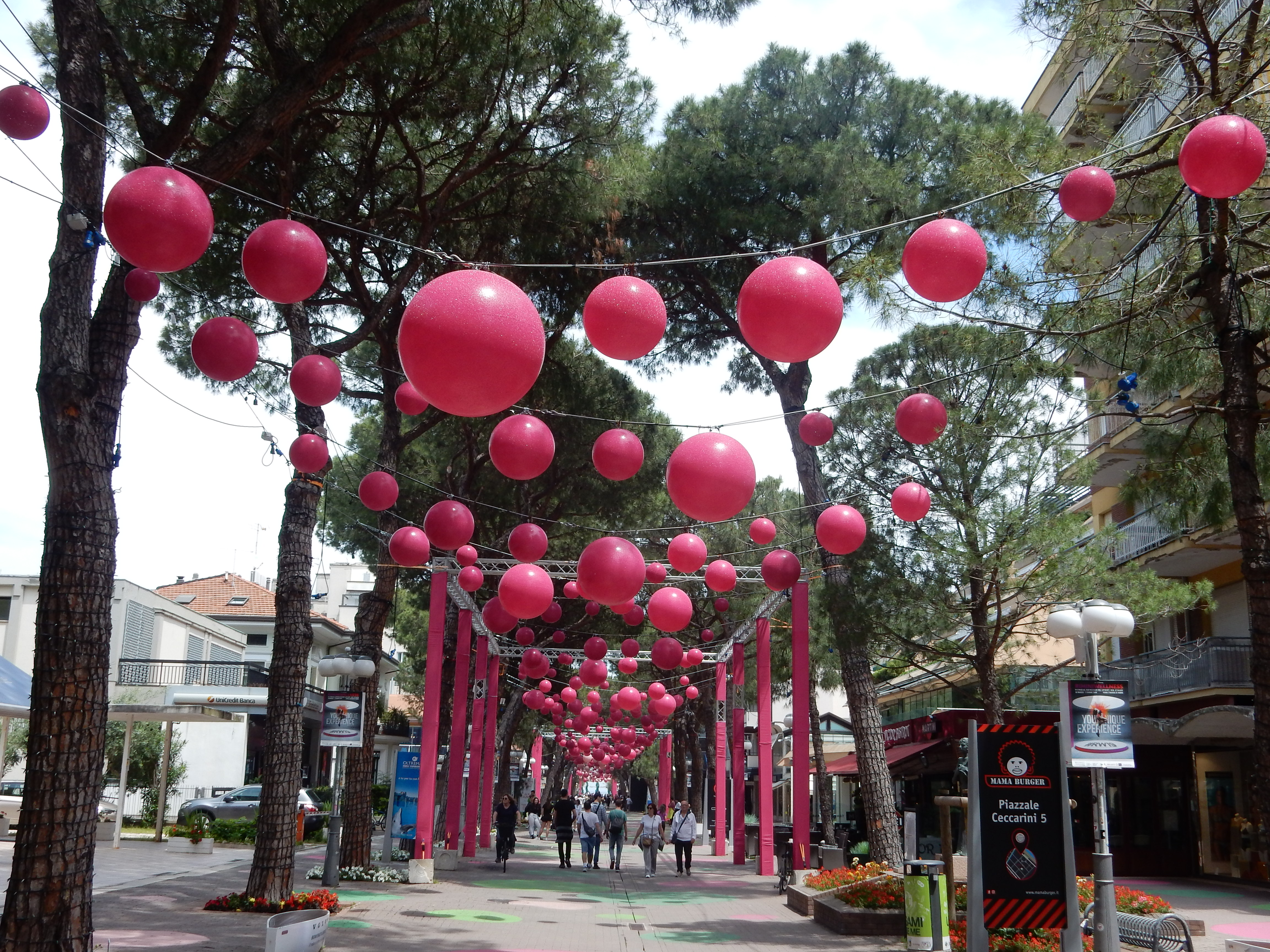
Viale Ceccarini in rosa

Negli anni 1950, durante l'epoca della dolce  vita, la strada divenne famosa quale viale alla moda.
Alla fine degli anni 1970, la porzione di strada dalla stazione al mare venne pedonalizzata.
Nel 2012, in occasione del centenario dell'intitolazione del viale, è stata inaugurata, nei pressi del civico 107, una statua di bronzo dedicata a Maria Boorman Ceccarini e creata dallo scultore cesenate Leonardo Lucchi su commissione dell'associazione Famija Arciunesa.

## Nella cultura di massa
Nel 1974 il cantante Dino Sarti pubblicò la canzone Viale Ceccarini, Riccione, che divenne uno dei suoi più grandi successi.
Nel 2021 il DJ e produttore italiano Black Pomade ha pubblicato il brano ''Maria Boorman Ceccarini'', dedicato alla scena Italo House degli anni '90 e all'importanza culturale di Riccione come centro della musica dance europea.